# 懷查韋冰原島峰
81°33′S 28°30′W / 81.550°S 28.500°W
懷查韋冰原島峰（英語：Whichaway Nunataks），是南極洲的冰原島峰，位於科茨地，處於里卡弗里冰川終點南面，長13公里，在1957年由英聯邦探險隊拍攝空中照片，現時由南極條約體系管理。